# Cantone di Saint-Hippolyte-du-Fort
Il Cantone di Saint-Hippolyte-du-Fort era una divisione amministrativa dell'arrondissement di Le Vigan.
A seguito della riforma approvata con decreto del 24 febbraio 2014, che ha avuto attuazione dopo le elezioni dipartimentali del 2015, è stato soppresso.

## Composizione
Comprendeva i comuni di:
- La Cadière-et-Cambo
- Conqueyrac
- Cros
- Pompignan
- Saint-Hippolyte-du-Fort